# Nematopagurus helleri
Nematopagurus helleri is een tienpotigensoort uit de familie van de Paguridae. De wetenschappelijke naam van de soort is voor het eerst geldig gepubliceerd in 1916 door Balss.